# Honigstrauch

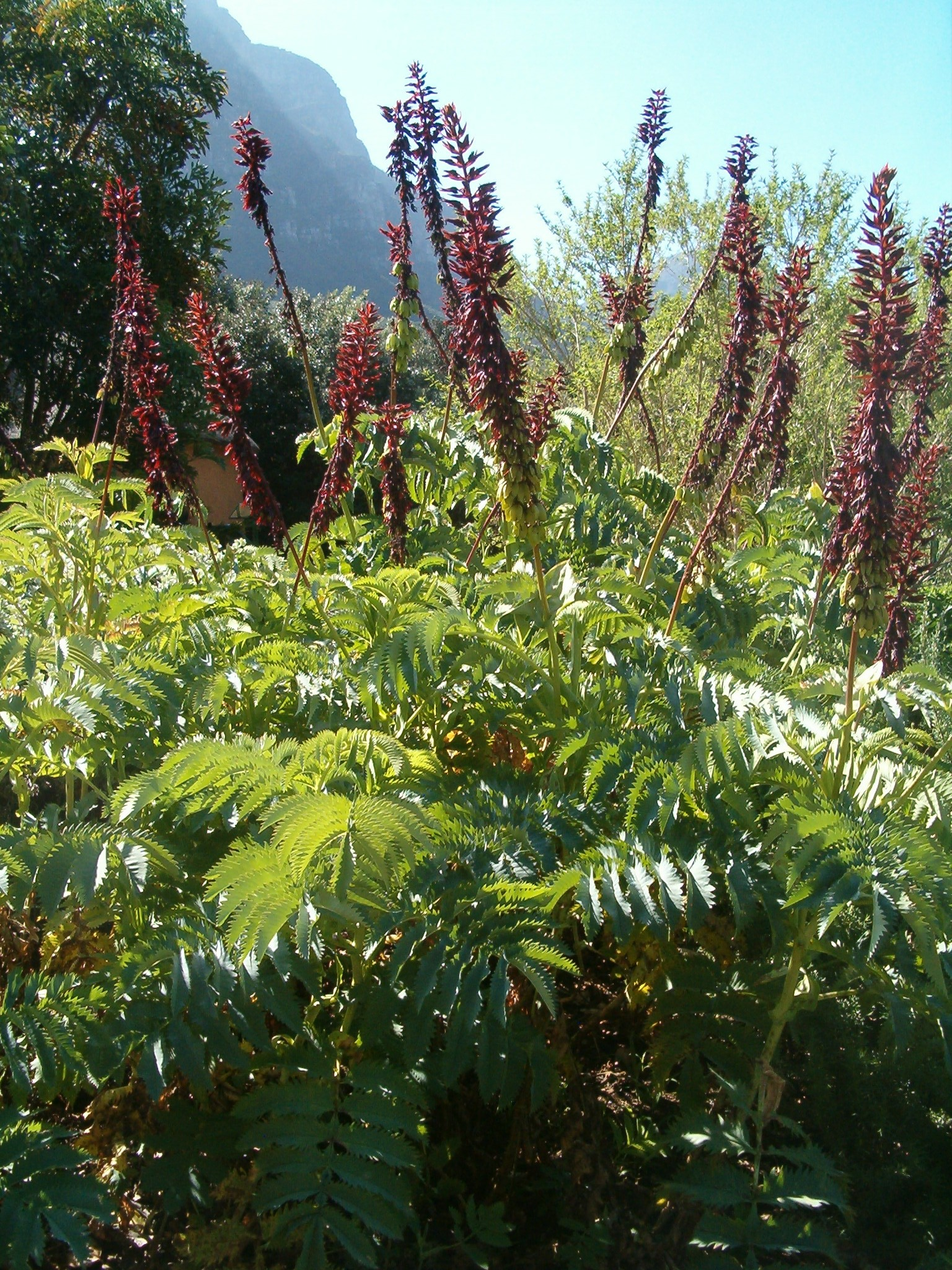
Habitus mit Laubblättern, Blütenständen, Blüten und Früchten.

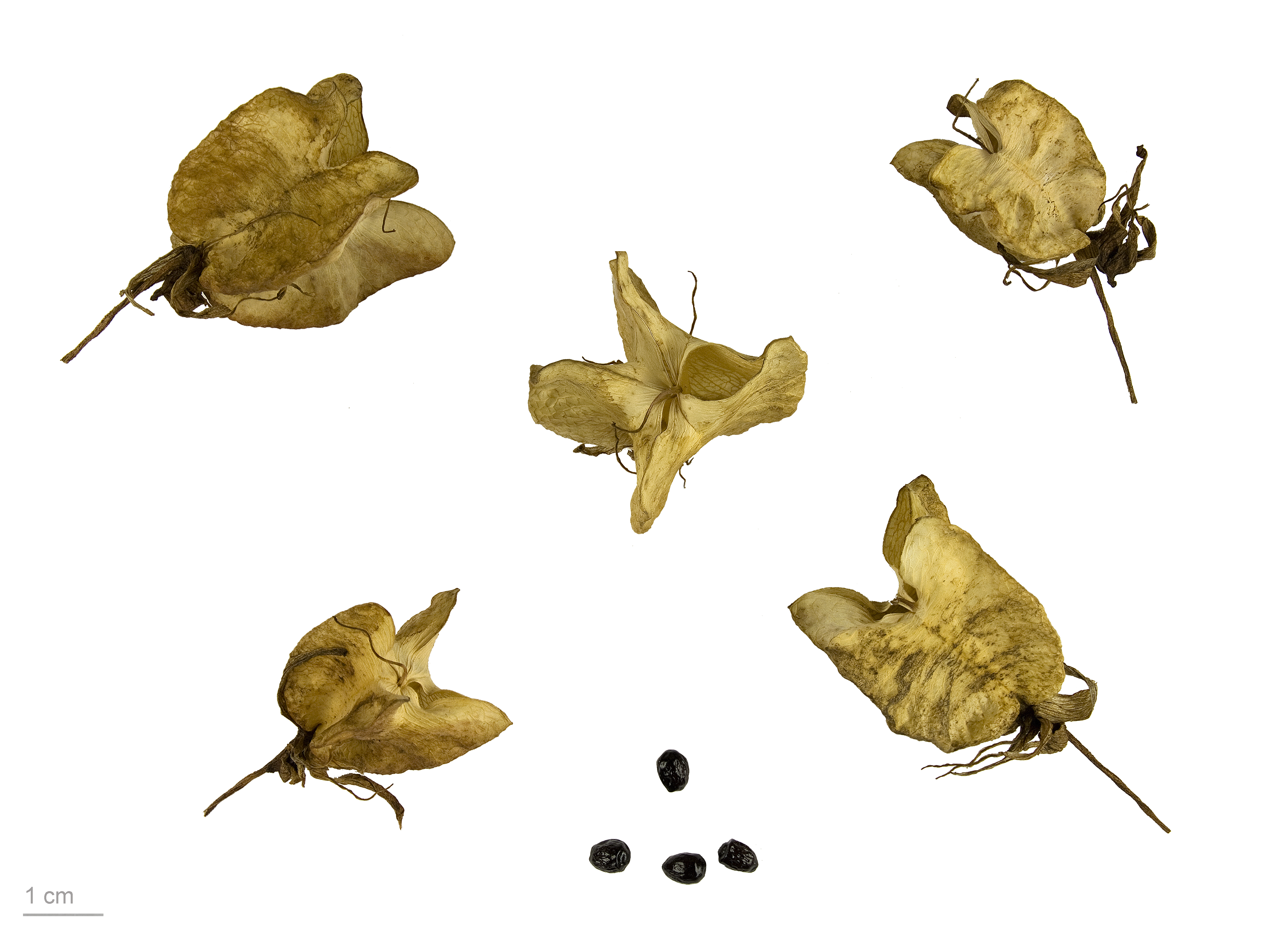
Melianthus major

Der (Große) Honigstrauch (Melianthus major) ist eine Pflanzenart innerhalb der Familie der Honigstrauchgewächse (Melianthaceae). In ihrem Verbreitungsgebiet, dem Südlichen Afrika, wird sie englisch „Honey Flower“ oder afrikaans „Kruidjie-roer-my-nie“ genannt. Der botanische Gattungsname Melianthus leitet sich von méli für Honig und ánthos für Blüte ab.

## Beschreibung und Ökologie

### Vegetative Merkmale
Der Honigstrauch ist ein immergrüner Strauch oder Halbstrauch, der Wuchshöhen bis 3 Meter erreicht. Die Sprossachsen haben meist einen kreisrunden Querschnitt, sind oft hohl und verholzen nicht stark. Der ursprüngliche Haupttrieb verbuscht mit der Zeit. Die Hauptwachstumszeit ist der regenreichere Winter. Bei längeren Dürreperioden oder starkem Frost sterben die oberirdischen Pflanzenteile ab, bei günstigen Wetterbedingungen treibt die Pflanze aber aus dem unterirdischen Teil wieder aus. 
Die wechselständig und schraubig angeordneten Laubblätter sind unpaarig gefiedert, mit 5 bis 27 Fiederblättchen. Die Fiederblättchen sind 5 bis 10 cm lang und 2,5 bis 3,5 cm breit, die Ränder sind gesägt. Die Blattrhachis im Bereich der Fiederblättchen ist manchmal gelappt, mit gesägtem Rand. Die Blätter können bis zu 50 cm lang werden. Über dem Blattstiel steht ein die Sprossachse umschließendes, spitz zulaufendes, glattrandiges Nebenblatt, das die folgenden Sprossknospe umhüllt. Die Farbe der Blätter, aber auch der frischen Zweige und Blattstiele ist ein helles Blaugrün, die Oberfläche ist bereift. Die Blätter geben bei Berührung einen unangenehmen Geruch ab (erinnert an Erdnüsse).

### Generative Merkmale
Der endständige, traubige Blütenstand enthält viele Blüten. Die zwittrigen Blüten sind zygomorph mit doppelter Blütenhülle. Das untere der fünf verwachsenen Kelchblätter bildet einen mehr oder weniger stark ausgeprägten Sporn (Mentum) aus. Die vier rot-violetten bis rostroten Kronblätter sind frei. Es sind zwei kurze und zwei lange Staubfäden vorhanden, die kurzen sind mit einer Membran verwachsen, die sich unter der Insertion an der Basis des Fruchtknotens in eine große, braune, ledrige Honigkappe fortsetzt, welche sich im Sporn befindet. Der „Honig“ (hoch konzentrierter Nektar) fließt, sobald sich die Staubbeutel geöffnet haben. An der Spitze des Blütenstands wird manchmal ein Kranz aus sterilen Blüten gebildet. Die Blüten sondern einen großen dunklen Nektartropfen ab, der essbar ist; alle anderen Pflanzenteile sind giftig. Die Bestäubung erfolgt durch Nektarvögel (Ornithophilie).
Es werden blasenartige, blass-grüne Kapselfrüchte gebildet, die glänzend-schwarze Samen enthalten.

## Verbreitung
Die Heimat des Honigstrauches ist das südliche Afrika, insbesondere die Region Westkap, bevorzugt Standorte entlang von Bächen und Straßengräben.
Beispielsweise in Bolivien, Indien und auf den Kanarischen Inseln ist der Honigstrauch eine invasive Pflanze.

## Verwendung
Die von den Blüten abgesonderten Nektartropfen werden gesammelt und als Süßmittel verwendet. Sie sind getrocknet beispielsweise als Teezusatz im Handel erhältlich.

### Medizinische Verwendung
Abkochungen und Umschläge mit Blättern des Honigstrauchs werden in der südafrikanischen Volksmedizin äußerlich zur Behandlung von Rheuma, Prellungen und Wunden verwendet.

## Giftigkeit
Alle Pflanzenteile enthalten Herzglykoside vom Bufadionelid-Typ.